# Asilus consanguineus
Asilus consanguineus là một loài ruồi trong họ Asilidae. Asilus consanguineus được Macquart miêu tả năm 1846. Loài này phân bố ở vùng Tân nhiệt đới.